# Rapperswil (Bern)
Rapperswil (Bern) is een gemeente en plaats in het district Seeland van het Zwitserse kanton Bern.
Rapperswil (BE) telt 2.381 inwoners.
Op 1 januari 2013 werd de aangrenzende gemeente Ruppoldsried opgenomen in Rapperswil, op 1 januari 2016 volgde de gemeente Bangerten.